# Bắc Xuyên
Huyện tự trị dân tộc Khương Bắc Xuyên chữ Hán giản thể: 北川羌族自治县, Hán Việt: Bắc Xuyên Khương tộc tự trị huyện) là một huyện tự trị thuộc địa cấp thị Miên Dương, tỉnh Tứ Xuyên, Cộng hòa Nhân dân Trung Hoa. Huyện tự trị này có diện tích 2.867,83 km², dân số năm 2002 là 160.000 người. Huyện tự trị này được Quốc vụ viện Trung Quốc phê chuẩn thành lập ngày 6 tháng 7 năm 2003.

## Các đơn vị hành chính
Bắc Xuyên được chia thành 3 trấn, 16 hương và một hương dân tộc.
- Trấn: Khúc Sơn, Lôi Cổ, Thông Khẩu.
- Hương: Quế Khê, Hương Tuyền, Quán Lĩnh, Vũ Lý, Bá Để, Tiểu Bá, Phiến Khẩu, Bạch Thập, Khai Bình, Đô Bá, Mã Tào, Đôn Thượng, Thanh Phiến, Tuyền Bình, Bạch Nê, Trần Gia Bá.
- Hương dân tộc Tạng Đào Long.